# Matías Alonso Ruiz
Matías Alonso Ruiz (La Línea de la Concepción, 8 d'abril de 1952) és polític, diputat al Parlament de Catalunya per Ciutadans-Partit de la Ciutadania.
La feina de funcionari del seu pare el va dur a viure durant la infantesa al País Basc i, més tard, a Catalunya. Va ser oficial del Cos General de les Armes de l'Exèrcit de Terra espanyol d'artilleria. També va treballar en diverses empreses del sector serveis: com a gerent d'una empresa hostaleria a Santa Coloma de Gramenet (1994-1996); com a responsable de projectes, formador i consultor de formació i de noves tecnologies a dues empreses de serveis del mateix grup a Barcelona (1996-2007); i com a gerent d'una empresa pròpia a Barcelona que actualment està inactiva (2008-2010). Col·labora amb diversos mitjans digitals com La Voz de Barcelona i Diálogo Libre, on publica articles d'opinió periòdicament.
Militant de la formació des de la seva fundació el 2006, forma part del comitè executiu des del 2008, convertint-se en secretari general el 2009, càrrec que va revalidar el 2011.
A les eleccions al Parlament de Catalunya de 2012 fou escollit com un dels nou diputats d'aquesta formació al Parlament de Catalunya, essent el primer que el partit aconseguia per Tarragona. A les eleccions al Parlament de Catalunya de 2017 fou reescollit diputat.